# Gran Turismo (videójáték, 1997)
A Gran Turismo egy autószimulátor játék, amit Jamaucsi Kazunori vezetésével a Polyphony Digital fejlesztett, a nevével jelzett sorozat első része, ami 1997-ben került a boltok polcaira. A játékot a Sony Computer Entertainment adta ki 1997-ben kizárólag PlayStation konzolra. Öt év fejlesztés után kiváló kritikákat és magas eladásokat produkált. 2008 április 30-ig 10.85 millió példányt értékesítettek.

## Játékmenet
A Gran Turismo alapjaiban egy autószimulátor. A játékos egy autót vezet a gépi ellenfelek mellett különböző pályákon. A játék két különböző játékmódot nyújt: arcade mód és szimulációs mód. Az előbbi lehetőségnél a megnyitott pályák valamelyikén lehet versenyezni szabadon választott autókkal. Jutalmul további autókat és pályákat lehet megnyitni.
A szimulációs mód más hozzáállást igényel. Több futamos verseny idényeken lehet résztvenni, amikhez a megfelelő vezetői engedélyt kell elvégezni. Ezek először egyszerű ügyességi feladatok és manőverek, de magasabb jogosítványoknál már egész pályákat kell időre teljesíteni. A versenyidények után kreditet (a játék fizetőeszköze) és autókat nyerhet a versenyző. A pénzből autókat és tuning alkatrészeket vehetünk, amikkel az autók tulajdonságain lehet javítani.
A Gran Turismo 180 autót és 11 versenypályát vonultat fel. Kettő Honda del Sol 1995-ből csak a japán kiadásban érhető el, más régiókban az autók nem szerepelnek.

## Fejlesztés
Jamaucsi Kazunori egy interjúban elárulta, hogy a játék fejlesztése 1992 második felében kezdődött el. Hozzátette: akkoriban más idők jártak, mindössze 15 emberrel dolgozott együtt. A kérdésre, miszerint milyen nehéz volt a munka így válaszolt: "Öt évig tartott. Öt éven keresztül nem láttuk a végét. Munkával keltem és feküdtem le. Amikor hideg lett, akkor tudtam meg a tél megérkeztét. Egy évben körülbelül 4 napot voltam otthon.

## Listák

### Autók
| Gyártó       | Autók száma | Különböző típusok száma |
| ------------ | ----------- | ----------------------- |
| Nissan       | 38          | 33                      |
| Honda        | 17          | 16                      |
| Acura        | 8           | -                       |
| Mazda        | 23          | 18                      |
| Mitsubishi   | 22          | 18                      |
| Toyota       | 30          | 24                      |
| Subaru       | 18          | -                       |
| Chevrolet    | 4           | 2                       |
| Dodge        | 5           | -                       |
| Aston Martin | 3           | 2                       |
| TVR          | 4           | -                       |

### Pályák
| Pálya neve            | Pálya hossza |
| --------------------- | ------------ |
| High Speed Ring       | 3,1 km       |
| Trial Mountain        | 3,979 km     |
| Grand Valley East     | 3,025 km     |
| Clubman Stage Route 5 | 2,466 km     |
| Autumn Ring           | 2,95 km      |
| Deep Forest           | 3.58 km      |
| Special Stage R5      | 3,776 km     |
| Grand Valley          | 4,96 km      |
| Special Stage R11     | 4,894 km     |
| Autumn Ring Mini      | -            |